# Jurij Stecenko
Jurij Mykołajowycz Stecenko (ukr. Юрій Миколайович Стеценко; ur. 11 kwietnia 1945 w Kijowie) – ukraiński kajakarz. W barwach ZSRR medalista olimpijski z Monachium.

## Kariera sportowa
Zawody w 1972 były jego drugimi igrzyskami olimpijskimi, debiutował w 1968. Złoto zdobył w kajakowej czwórce na dystansie 1000 metrów. W 1966 był złotym medalistą mistrzostw świata w dwójce na dystansie 1000 metrów i brązowym w czwórce. W czwórce był mistrzem świata również w 1970 i 1971. Zdobył brąz mistrzostw Europy w 1967 w czwórce na dystansie 1000 metrów.